# میخاو کفیه‌چینسکی
میخاو کفیه‌چینسکی (لهستانی: Michał Kwieciński؛ زادهٔ ۱ مه ۱۹۵۱) تهیه‌کننده فیلم، فیلم‌نامه‌نویس و کارگردان تلویزیونی اهل لهستان و بنیان‌گذار شرکت فیلم‌سازی آسکون استودیو است. وی دانش‌آموختهٔ آکادمی ملی هنرهای نمایشی الکساندر زلوروویچ در ورشو است. او یک بار برندهٔ «جایزهٔ ویژهٔ هیئت داوران» و یک بار برندهٔ «خرس نقره‌ای بهترین کارگردانی» در جشنواره فیلم گدنیا شد.
از فیلم‌ها یا مجموعه‌های تلویزیونی که وی در آن‌ها نقش داشته‌است، می‌توان به خلیج جاسوسان، حالا یا هرگز!، فردا به سینما می‌رویم، فیلیپ، یخ‌ژاله، روزگار خوش، هتل ۵۲، خانواده جایگزین، طایفه، انتقام، همبستگی، همبستگی...، ماگدا ام.، کاتین، تاتاراک، ورشو ۴۴، پس‌تصویر و والسا: مرد امید اشاره نمود.